# 아라동 (제주시)
아라동(我羅洞)은 제주특별자치도 제주시의 행정동이다. 법정동 아라일동, 아라이동, 월평동, 영평동, 오등동을 관할한다. 면적은 70.64km2로이며,  인구는 외국인을 제외하고 2010년 12월 31일을 기준으로 5,599세대 13,692명에 이른다.

## 개요
아라1동은 남쪽으로는 한라산을 경계하고 북쪽으로는 이도2동을 경계로 뻗어있는 지형으로 옛부터 수려한 경관과 자연환경으로 탐라목석원, 산천단 등 유명한 관광지 뿐만 아니라 제주시와 서귀포시를 연결하는 주요한 지점으로 많은 교통량과 지속적인 도시 개발이 이루어지고 있는 곳이다.
제주시에서 한라산을 횡단하여 서귀포를 오가는 관문의 위치에 제주도 기념물 제25호인 《탐라목석원》이 자리하고 있으며, 국도11호선을 조금 더 따라가다 보면 천연기념물 제160호로 지정된 산천단 곰솔이 위용을 자랑하며 서 있는 것을 볼 수 있다. 특히, 이곳은 조선 성종때부터 한라산신제를 지내오던 제단이 자리하고 있어 지나던 관광객이 한번쯤 들러 볼 만한 곳이다.
2006년 7월 1일에는 제주특별자치도가 출범함에 따라 제주시 아라동이 되었다.

## 법정동
- 아라일동(我羅一洞)
- 아라이동(我羅二洞)
- 월평동(月坪洞)
- 영평동(寧坪洞)
- 오등동(梧登洞)

## 교육
- 아라초등학교
- 영평초등학교
- 신성여자중학교
- 아라중학교
- 제주여자중학교
- 탐라중학교
- 신성여자고등학교
- 영주고등학교
- 제주여자고등학교
- 제주중앙고등학교
- 제주대학교 아라캠퍼스
- 제주국제대학교
- 한국폴리텍1대학 제주캠퍼스

## 방송
- 제주교통방송
- 제주국악방송

## 관광
- 탐라목석원
- 산천단

## 같이 보기
- 제주항